# Challenger de Ilkley 2022
El torneo Ilkley Trophy 2022, fue un torneo de tenis perteneció al ATP Challenger Tour 2022 en la categoría Challenger 125. Se trató de la 6ª edición; el torneo tuvo lugar en la ciudad de Ilkley (Reino Unido), desde el 13 de junio hasta el 19 de junio de 2022 sobre pista de césped al aire libre.

## Jugadores participantes del cuadro de individuales
| Favorito | País                       | Jugador           | Rank1 | Posición en el torneo |
| -------- | -------------------------- | ----------------- | ----- | --------------------- |
| 1        | Bandera de Australia       | Jordan Thompson   | 74    | Primera ronda         |
| 2        | Bandera de República Checa | Jiří Veselý       | 76    | Cuartos de final      |
| 3        | Bandera de Suiza           | Henri Laaksonen   | 89    | Primera ronda         |
| 4        | Bandera de Australia       | John Millman      | 93    | Segunda ronda         |
| 5        | Bandera de Estados Unidos  | Jack Sock         | 110   | FINAL                 |
| 6        | Bandera de España          | Fernando Verdasco | 118   | Segunda ronda         |
| 7        | Bandera de Australia       | Jason Kubler      | 119   | Baja                  |
| 8        | Bandera de Austria         | Jurij Rodionov    | 129   | Primera ronda         |

- 1 Se ha tomado en cuenta el ranking del 6 de junio de 2022.

### Otros participantes
Los siguientes jugadores recibieron una invitación (wild card), por lo tanto ingresan directamente al cuadro principal (WC):
- Arthur Fery
- Felix Gill
- Aidan McHugh

Los siguientes jugadores ingresan al cuadro principal tras disputar el cuadro clasificatorio (Q):
- Zizou Bergs
- Charles Broom
- Gijs Brouwer
- Daniel Cox
- Rinky Hijikata
- Daniel Masur

## Campeones

### Individual Masculino
- Zizou Bergs derrotó en la final a  Jack Sock, 7–6(7), 2–6, 7–6(6)

### Dobles Masculino
- Julian Cash /  Henry Patten derrotaron en la final a  Ramkumar Ramanathan /  John-Patrick Smith, 7–5, 6–4